# 乗泉寺吹奏楽団
乗泉寺吹奏楽団(じょうせんじすいそうがくだん、Josenji Symphonic Band)は、東京都渋谷区を拠点に活動するアマチュア吹奏楽団である。

## 概要
社会人、主婦、高校生以下を除く学生で構成される。

1927年に設立された、歴史のあるアマチュア吹奏楽団である。

渋谷区鶯谷町にある本門佛立宗乗泉寺の敷地内にある乗泉寺ホールで毎週日曜に練習を行っている。

なお、楽団名に乗泉寺を冠しているが、活動拠点が乗泉寺であり楽団の運営は自主的に行われている。

かつては全日本吹奏楽コンクールや全日本アンサンブルコンテストで輝かしい成績を修めたが、現在も自主コンサートの開催や団内発表会、吹奏楽連盟アンサンブルコンテストへの出場など精力的に活動を続けている。

## 歴史
- 1927年 東京府麻布区麻布桜田町(現 港区六本木) 乗泉寺において波多野福太郎を初代団長、指揮者に迎え乗泉寺吹奏楽団設立[1]。
  - 第二次世界大戦の戦火により乗泉寺焼失。渋谷区鶯谷町へ移転。
- 1970年 全日本吹奏楽コンクール 銀賞受賞。
- 1978年 全日本アンサンブルコンテスト サキソフォン六重奏 銀賞受賞。
- 1979年 全日本アンサンブルコンテスト サキソフォン六重奏 金賞受賞。
- 1980年 全日本アンサンブルコンテスト サキソフォン八重奏 金賞受賞。
- 1981年 全日本アンサンブルコンテスト サキソフォン八重奏 金賞受賞。
- 1982年 全日本アンサンブルコンテスト サキソフォン八重奏 銀賞受賞。全日本吹奏楽コンクール 銀賞受賞。
- 1983年 全日本アンサンブルコンテスト サキソフォン八重奏 金賞受賞。
- 1984年 全日本アンサンブルコンテスト サキソフォン八重奏 銅賞受賞。
- 1985年 全日本アンサンブルコンテスト クラリネット四重奏 銀賞受賞。
- 1988年 全日本アンサンブルコンテスト サキソフォン四重奏 金賞受賞。
- 1989年 全日本アンサンブルコンテスト サキソフォン八重奏 金賞受賞。全日本吹奏楽コンクール 銀賞受賞。
- 1990年 全日本アンサンブルコンテスト クラリネット八重奏 金賞受賞。全日本吹奏楽コンクール 銀賞受賞。
- 1991年 全日本アンサンブルコンテスト クラリネット四重奏 金賞受賞。全日本吹奏楽コンクール 金賞受賞。
- 1992年 全日本アンサンブルコンテスト クラリネット三重奏 金賞受賞。全日本吹奏楽コンクール 金賞受賞。
- 1993年 全日本吹奏楽コンクール 金賞受賞。
- 1995年 全日本アンサンブルコンテスト 金管八重奏 銅賞受賞。

## アンサンブルコンテスト
アンサンブルコンテストには、1978年第1回全国大会において銀賞を受賞したのを皮切りに、長年にわたって出場している。

## 吹奏楽コンクール
吹奏楽コンクールには、1969年第9回東京大会へ出場し代表に選出されたのを皮切りに、長年にわたって出場している。

1991年～93年の全日本吹奏楽コンクールにおいて金賞を受賞したため、1994年は規約により不出場。